# 墨西哥航空

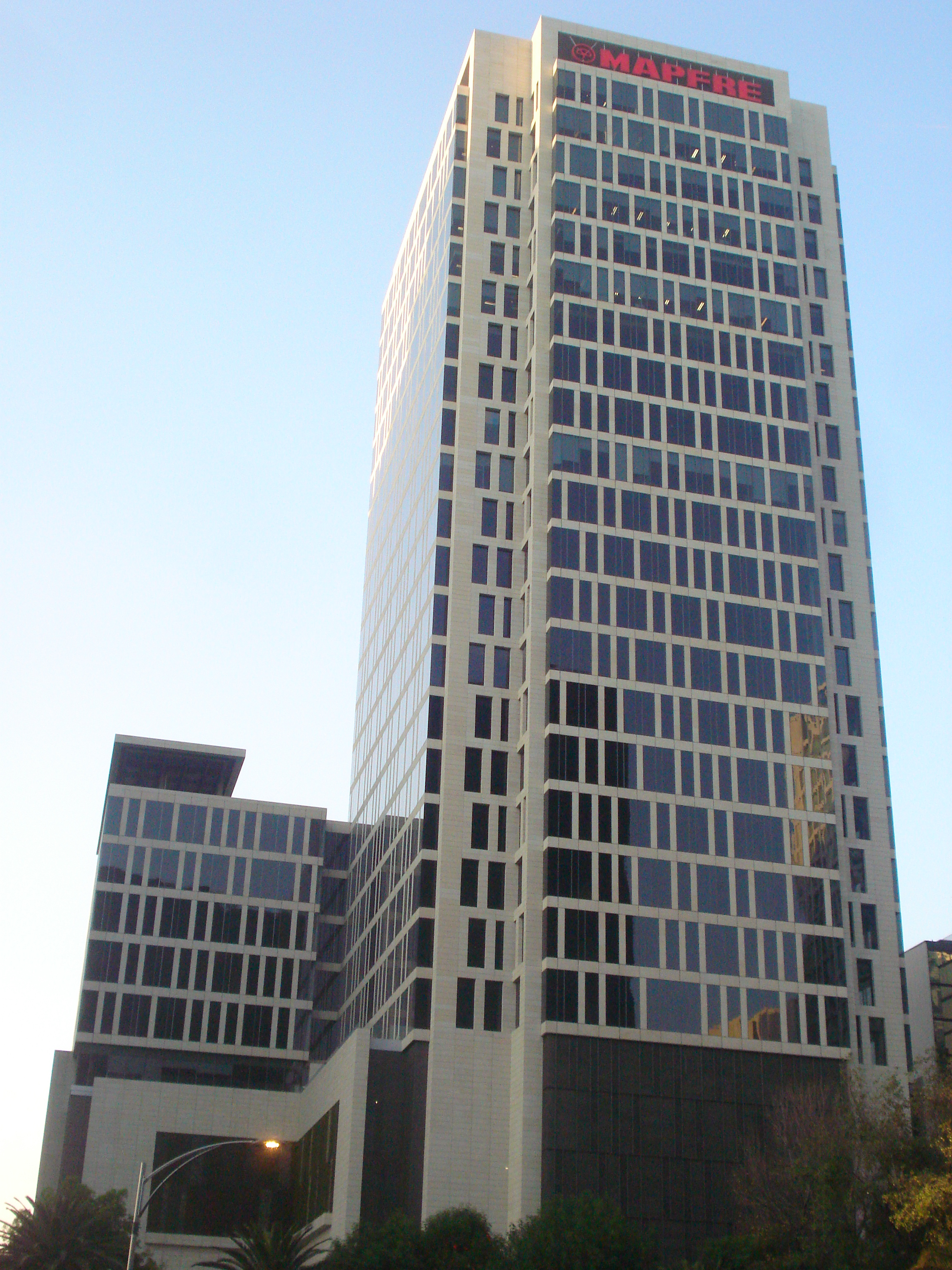
墨西哥航空现總部：曼弗雷大厦 (墨西哥城)

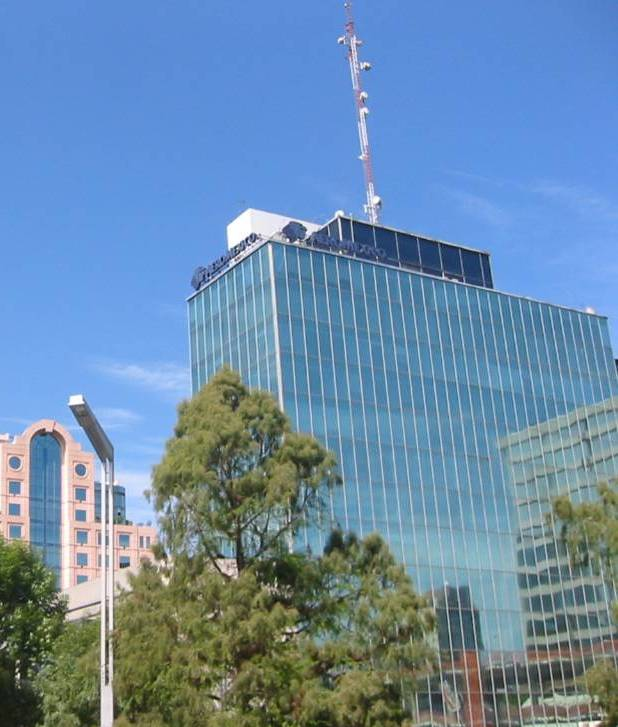
墨西哥國際航空旧總部

墨西哥航空（西班牙語：AeroMéxico）又被称为墨西哥国际航空，是一家墨西哥的主要航空公司，也是該國的國家航空公司之一。成立于1934年，其前身为Aeronaves de México。1988年，为了对公司的业务进行整合，公司更名为Aerovias de México, S.A. de C.V.，同时保留商业名称Aeroméxico。墨西哥航空公司是墨西哥处于领先地位的一家航空公司，是天合聯盟成员，提供全球性航班服务。
墨西哥國際航空集團旗下公司包括墨西哥國際航空、区域航線子公司墨西哥連接航空。集團目前在墨西哥國內市場佔有率為24.2％，排名第二，僅次於沃拉里斯航空。 在2019年3月至2020年3月的12個月中，墨西哥國際航空的國際航線市場以15.8％的佔有率位居第一，成為墨西哥最大的國際航空公司集團。 墨西哥航空是天合聯盟的四家創始成員之一，另外三間分別為法國航空、達美航空和大韓航空。
墨西哥國際航空與擁有其股份的達美航空一直保持密切合作，達美航空亦於2015年宣布打算收購高達49％的股份。2017年3月14日，达美航空以6.20亿美元收购墨西哥航空的额外32％股權，完成收购後持股量将增加至36.2%。另外，達美還擁有增購12.8%股份的權利，因此達美未來最多可以持有墨西哥航空49%的股權。2017年5月8日，兩公司之間的聯合商業協議（JCA）生效，在美國和墨西哥之間的所有航班上共享信息、成本和收入。

## 公司歷史

### 1934年
墨西哥國際航空由安東尼奧·迪亞茲·倫巴多（AntonioDíazLombardo）於1934年9月15日成立，當時稱為Aeronaves de México。 該公司第一架營運的飛機是史汀生‧瑞連特 5A（註冊編號為XB-AJI）。於1934年9月14日，墨西哥首位註冊飛行員朱利奧·辛塞爾為墨西哥國際航空在墨西哥城–阿卡普爾科航線上進行了首次飛行。

### 1940年代
在第二次世界大戰開始時，墨西哥國際航空在持有25%股份的泛美航空的幫助下繼續發展，在之後二十年，發展平穩，未有太大變化。在1950年代，墨西哥國際航空受到全國各地的多家小型航空公司的競爭，其中包括營運飛往馬德里和巴黎航線的AerovíasGuest（當時是墨西哥第二家航空公司），墨西哥國際航空的更新工程展開，其增加了飛機數量，其中包括道格拉斯DC-3及道格拉斯DC-4。

### 2000年代
在2000年至2005年之間，墨西哥國際航空每年平均運營著60架飛機，而子公司墨西哥國際連接航空則有20架，在此期間亦更換了5名行政總裁。2000年6月22日，墨西哥國際航空與法國航空、達美航空和大韓航空共同成立了航空聯盟天合聯盟。在911事件和伊拉克戰爭之後，它進行了機隊整修計劃。2003年，該公司購買了首架波音737-700飛機，以替代老舊的DC-9。2006年3月29日，在購買了兩架波音777-200ER客機之後，墨西哥國際航空行政總裁安德烈斯·科內薩（AndrésConesa）宣布開辦從墨西哥城到日本的直航航班，中停蒂華納﹐是繼巴西航空及聖保羅航空之後第三家定期飛往亞洲的拉丁美洲航空公司。巴西航空結業後，墨西哥國際航空成為唯一提供此類航線的航空公司。截至2010年3月30日，墨西哥國際航空恢復了因2009年流感大流行而停辦的中國航線，每週兩班來往墨西哥城-蒂華納-上海。
2006年6月29日，國際租賃金融公司（ILFC）和墨西哥國際航空宣布該航空公司將運營三架波音787客機，計劃於2012年初開始交付。從2006年開始，當時墨西哥國際航空的母公司ConsorcioAeroméxicoSA de CV面臨巨額債務，無力償還，因此於2007年將墨西哥國際航空出售。10月初，花旗集團旗下的墨西哥國家銀行與Saba家族均對此交易有興趣，進行了為期一周的競標。2007年10月17日，墨西哥國家銀行出價最高，並以2.491億美元收購了墨西哥國際航空。2010年10月，墨西哥國際航空的最大的競爭對手墨西哥航空申請破產保護。

### 2010年代

#### 達美航空/墨西哥國際航空聯盟
2011年，在1994年原來協議的基礎上，達美航空與墨西哥國際航空簽署了增強型的商業聯盟協議，兩者之間所有墨西哥至美國航班實行代碼共享；達美航空其後投資6500萬美元購買墨西哥航空公司股份，達美航空在墨西哥國際航空董事會中佔有一席。
- 2014年3月，兩間航空公司耗資5500萬美元在墨西哥克雷塔羅市開設了Tech Ops Mexico，以替飛機進行聯合維護和維修。[10]
- 2015年3月，兩間航空公司提出了反托拉斯豁免申請，為建立15億美元聯合合作協議（JCA）的第一步，該協議令達美航空和墨西哥國際航空將能夠共同出售並攤分墨西哥來往美國航線的全部成本和利潤。[9]
- 2015年5月，墨西哥監管機構批准了兩者的JCA協議，墨西哥參議院亦批准了美國和墨西哥之間的航權。
- 2016年11月，美國運輸部批准了兩間航空公司的合資企業，但規定航空公司必須放棄在墨西哥城和紐約肯尼迪國際機場的航權。
- 2016年12月，兩間航空公司達成了合資企業繼續發展的最終協議，並獲得了反托拉斯豁免權。[6]
- 2017年2月，達美航空宣布將收購墨西哥國際航空49％的股份。[11]
- 2017年5月8日，聯合商業協議正式生效，兩家航空公司共享信息﹐並共同制定美國和墨西哥所有航班的航線和價格，並分攤成本和利潤。[5]

### 波音787客機
2012年7月25日，墨西哥國際航空行政總裁安德烈斯·科內薩（AndrésConesa）宣布購買六架波音787-9夢幻客機，訂單已添加到公司在2011年宣布的20架增購飛機中，另外，公司早前已經提供了9架波音787-8夢幻客機的訂單。當時預計波音787將於2013年夏天開始交付，總價值為110億美元，金額已包括從2018年開始交付的90架波音737MAX8客機。墨西哥國際航空於2013年8月上旬接收了第一架波音787-8客機，並於2013年10月1日正式開始執飛商業航班，其餘8架亦於2013年至2015年期間交付，爛中七架為租賃，兩架為航空公司擁有。
2016年9月，墨西哥國際航空接收了第一架波音787-9客機，註冊編號為XA-ADL，並以克察爾科亞特爾命名，並進行了相關的機身圖裝繪畫。克察爾科亞特爾是墨西哥前西班牙裔阿茲特克文化的主要人物，有關圖裝及主題是航空公司舉辦的比賽Design in the Air中，被邀請大學生所設計。

### 品牌票價
2018年2月，墨西哥國際航空公司引入了新的品牌票價，票價只包括基本票價，不包括托運行李限額、預先選座位、座位升等或更改機票。

### 2020年代

#### 破產
2019冠状病毒病疫情嚴重影響包括墨西哥國際航空在內的全球航空業，墨西哥國際航空的股價在2020年上半年下跌，亦出現了破產的傳聞，但在6月19日，該公司否認了破產傳聞。6月30日，墨西哥國際航空自願在美國申請第11章破產保護。 但隨著公司開始財務改革，日常運營將繼續，管理層表示，乘客仍能夠繼續乘搭墨西哥國際航空，員工亦照常出糧。

## 航點

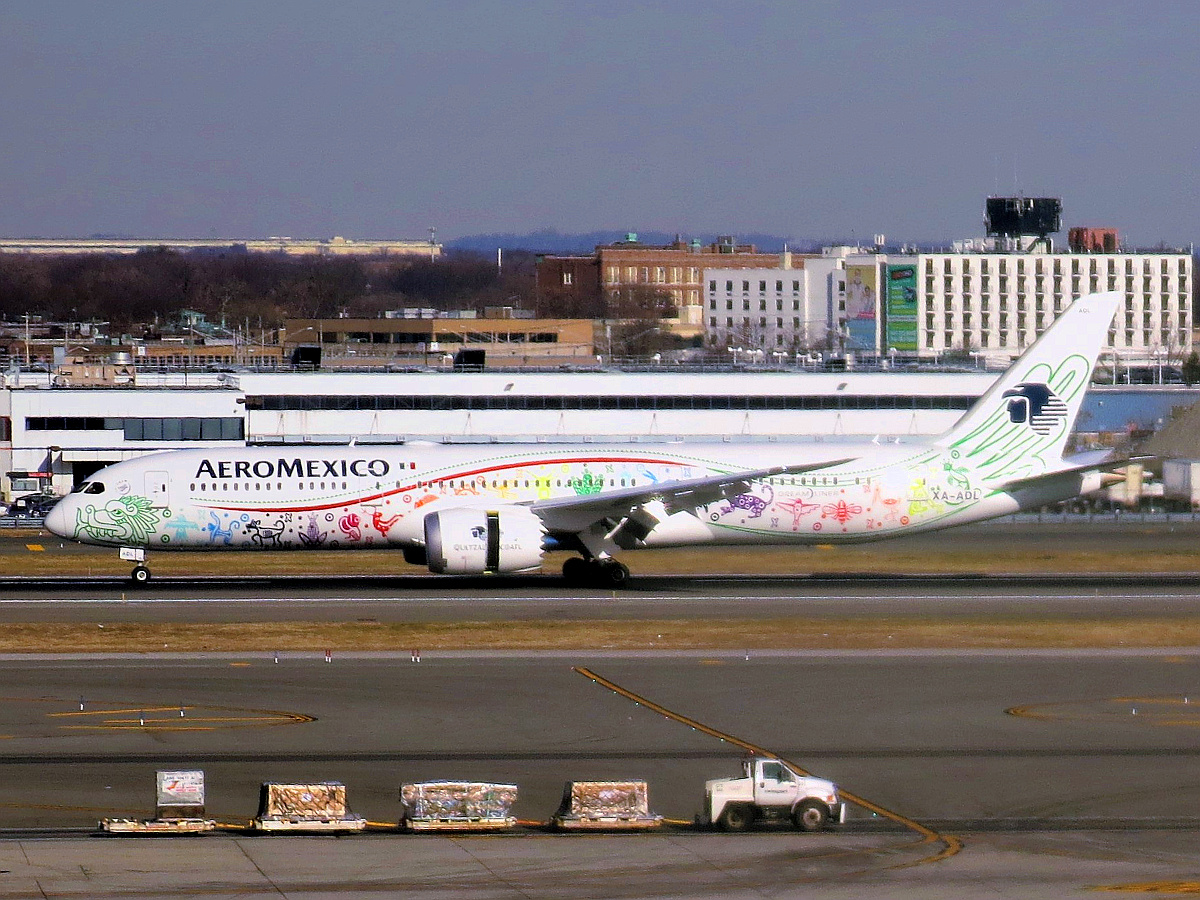
墨西哥航空的克察爾科亞特爾波音787-9于肯尼迪机场

墨西哥航空和墨西哥链接航空共有89个航点，包括43个墨西哥国内航点、20个美国航点、18个拉美航点、5个欧洲航点和2个亚洲航点。
| 波音787航点      | 波音787航点                                      | 波音787航点 | 波音787航点      | 波音787航点 |
| ---------------- | ------------------------------------------------ | ----------- | ---------------- | ----------- |
| 城市             | 机场                                             | 机型        | 备注             | 航线        |
| 阿姆斯特丹       | 阿姆斯特丹史基浦機場                             | 787-8       | AM25             | MEX-AMS     |
| 巴塞罗那         | 何塞普·塔拉德利亚斯巴塞罗那-埃尔普拉特机场       | 787-9       | 暂停             | MEX-BCN     |
| 布宜诺斯艾利斯   | 埃塞萨皮斯塔里尼部长国际机场                     | 787-8       | AM28和AM30       | MEX-EZE     |
| 坎昆             | 坎昆國際機場                                     | 787-9       | -                | MEX-CUN     |
| 伦敦             | 希思羅機場                                       | 787-8       | AM7              | MEX-LHR     |
| 洛杉矶           | 洛杉矶国际机场                                   | 787-8       | AM644            | MEX-LAX     |
| 马德里           | 阿道弗·苏亚雷斯马德里-巴拉哈斯机场               | 787-9       | AM1、AM21和AM27  | MEX-MAD     |
| 0 瓜达拉哈拉     | 瓜达拉哈拉国际机场                               | 787-9       | AM36             | GDL-MAD     |
| 0 蒙特雷         | 蒙特雷国际机场                                   | 787-9       | AM34             | MTY-MAD     |
| 纽约             | 約翰·甘迺迪國際機場                              | 787-8       | AM408            | MEX-JFK     |
| 巴黎             | 巴黎夏尔·戴高乐机场                              | 787-9       | AM3和AM5         | MEX-CDG     |
| 罗马             | 羅馬-菲烏米奇諾機場                              | 787-8       | AM70             | MEX-FCO     |
| 圣地亚哥·德·智利 | 阿圖羅·梅里諾·貝尼特斯國際機場                   | 787-8       | 暂停至2023年10月 | MEX-SCL     |
| 圣保罗           | 聖保羅/瓜魯柳斯-安德烈·弗朗哥·蒙托羅州長國際機場 | 787-9       | AM14 y AM16      | MEX-GRU     |
| 首尔             | 仁川国际机场                                     | 787-8       | 暂停             | MEX-ICN     |
| 蒂华纳           | 蒂华纳国际机场                                   | 787-8       | -                | MEX-TIJ     |
| 东京             | 成田国际机场                                     | 787-8       | AM58             | MEX-NRT     |

### 代碼共享
墨西哥國際航空與以下航空公司有代碼共享協議:
- 俄羅斯航空
- 阿根廷航空
- 歐洲航空
- 法國航空
- 意大利航空
- 哥倫比亞航空
- 中華航空
- 中國東方航空
- 中國南方航空
- 巴拿馬航空
- 捷克航空
- 達美航空 (合資公司拍檔)
- 以色列航空
- 加魯達印尼航空
- 高爾航空
- 日本航空
- 肯亞航空
- 荷蘭皇家航空
- 大韓航空
- 中東航空
- 沙特阿拉伯航空
- 羅馬尼亞航空
- 越南航空
- 維珍航空
- 西捷航空
- 廈門航空

## 機隊

### 現役

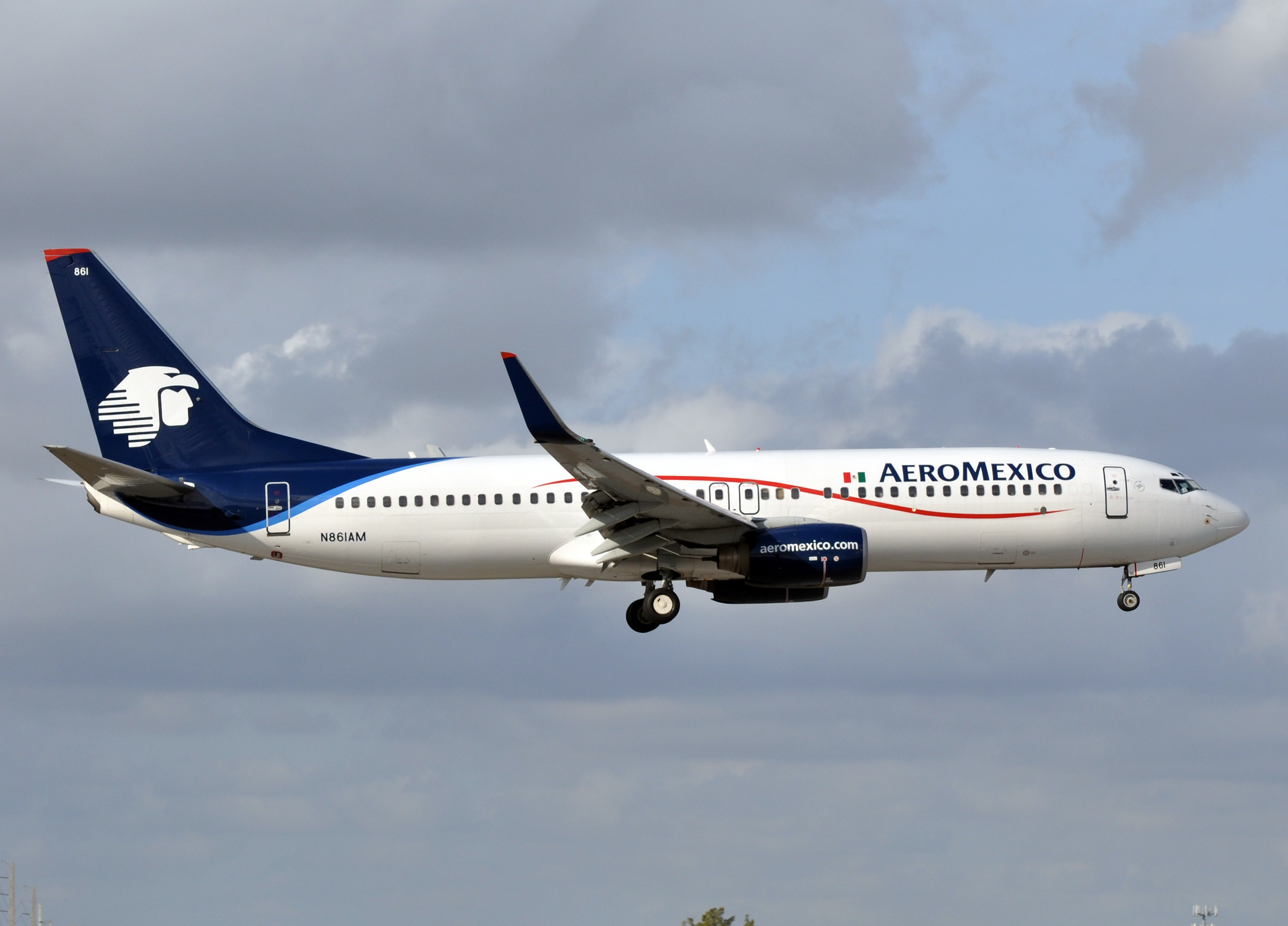
墨航波音737-800

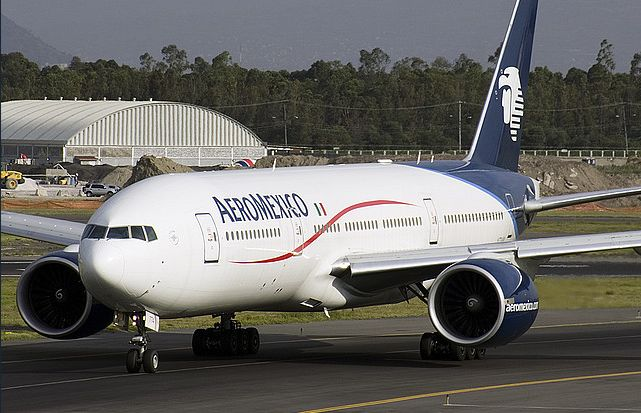
墨航波音777-200ER（现有涂装）

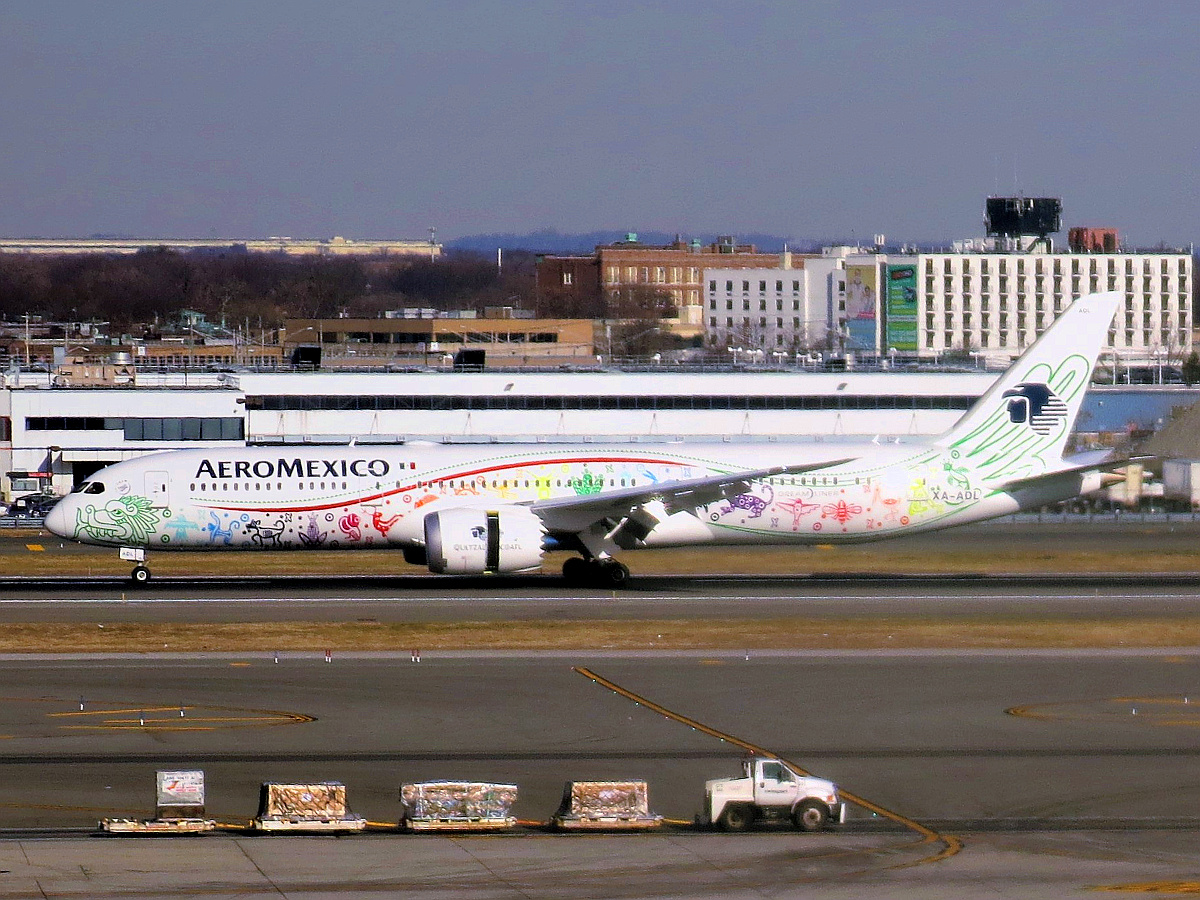
墨航波音787-9（Quetzalcoatl彩绘涂装）在約翰·甘迺迪國際機場

截至2021年7月，墨西哥國際航空機隊如下：

### 退役機隊

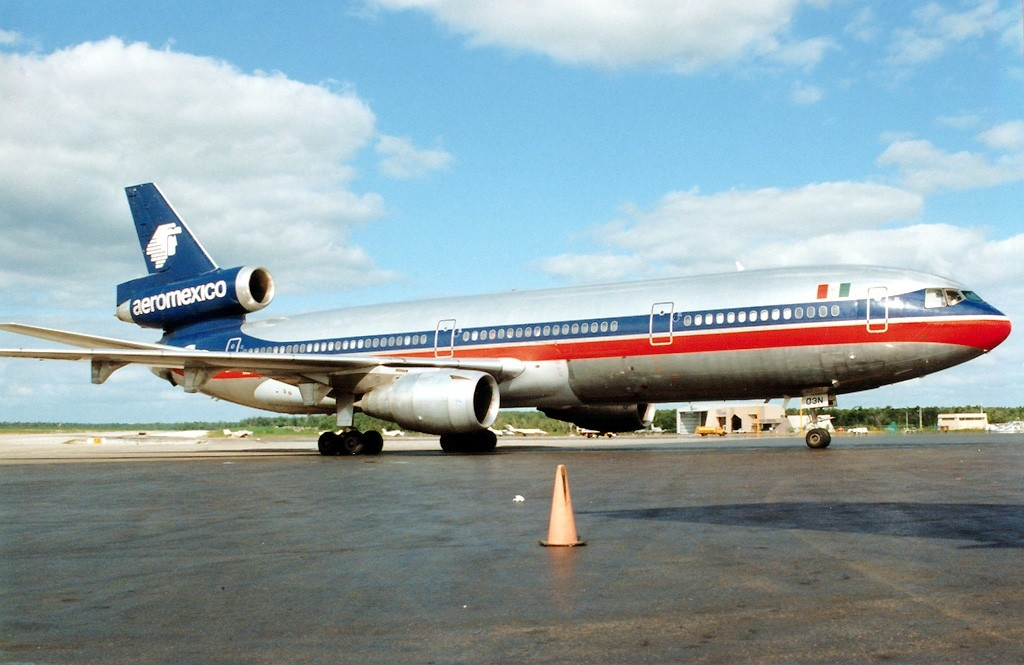
墨航DC-10-15

- Stinson SR Reliant（英语：Stinson SR Reliant）
- Travel Air（英语：Travel Air）
- Bellanca Pacemaker（英语：Bellanca Pacemaker）
- Beechcraft 17 Staggerwing（英语：Beechcraft Staggerwing）
- Avro Anson（英语：Avro Anson）
- Bristol Britannia（英语：Bristol Britannia）
- 洛歇Constellation
- 康維爾340（英语：Convair 340）
- DC-3
- DC-4
- DC-6
- DC-8-51
- DC-8-62
- DC-8-63CF
- 麥道DC-9-15
- 麥道DC-9-31／-32
- 麥道DC-10-15
- 麥道DC-10-30
- 波音247D
- 波音757-200
- 波音767-200ER
- 波音767-300ER
- 波音777-200ER
- MD-82
- MD-83
- MD-87
- MD-88

## 事故
1973年6月20日 墨西哥国际航空229号，一架道格拉斯DC-9-15（XA-SOC）在进近过程中于墨西哥的Puerto Vallarta附近的山边坠毁，机上27人全部遇难。
1976年9月2日 一架墨西哥国际航空的，道格拉斯DC-9-15（XA-SOF）在 巴希奧國際機場 冲出跑道。
1981年7月27日, 墨西哥国际航空230号班机，一架道格拉斯DC-9-32（XA-DEN） 在Chihuahua降落时坠毁, 66名乘客中32人丧生。
1981年11月8日 墨西哥国际航空110号班机，一架道格拉斯DC-9-32（XA-DEO）在墨西哥的Sierra de Guerrero附近坠毁。
1986年8月31日，墨西哥国际航空498号班机 由一架道格拉斯DC-9-32执飞，在向洛杉矶国际机场降落过程中与一架派珀PA-28与加州喜瑞都上空相撞，造成两机上67人全部遇难，地面上亦有15名喜瑞都居民遇难。
2000年10月6日,墨西哥国际航空250号，一架注册号为N936ML的道格拉斯DC-9-31在雷诺萨的General Lucio Blanco International Airport降落时偏出跑道。
2009年9月9日，一架墨西哥國際航空的波音737-800系飛機在墨西哥本土遭到恐怖分子劫持，乘客成功獲救。
2015年6月29日，一架墨西哥國際航空的波音787-8在飛行經過大西洋上空時，傳出貨艙發生火警，轉飛愛爾蘭香農國際機場。
2018年7月31日，原定由杜蘭哥飛往墨西哥城的AM2431航班（機型巴西航空工業公司E-190，登記編號XA-GAL）於惡劣天氣下起飛失敗於跑道末端墜毀。

## 外部連結
- 墨西哥國際航空 （页面存档备份，存于） （中文）
- 墨西哥國際航空 （页面存档备份，存于） （西班牙文）